# Проблисковий маячок

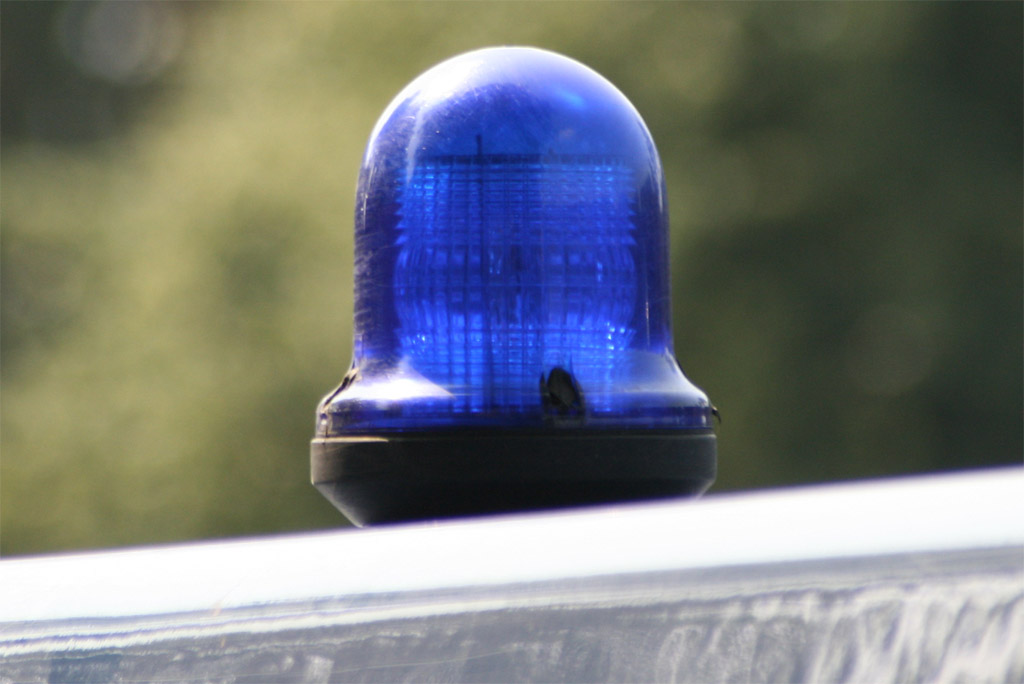
Проблисковий маячок. Традиційний вигляд.

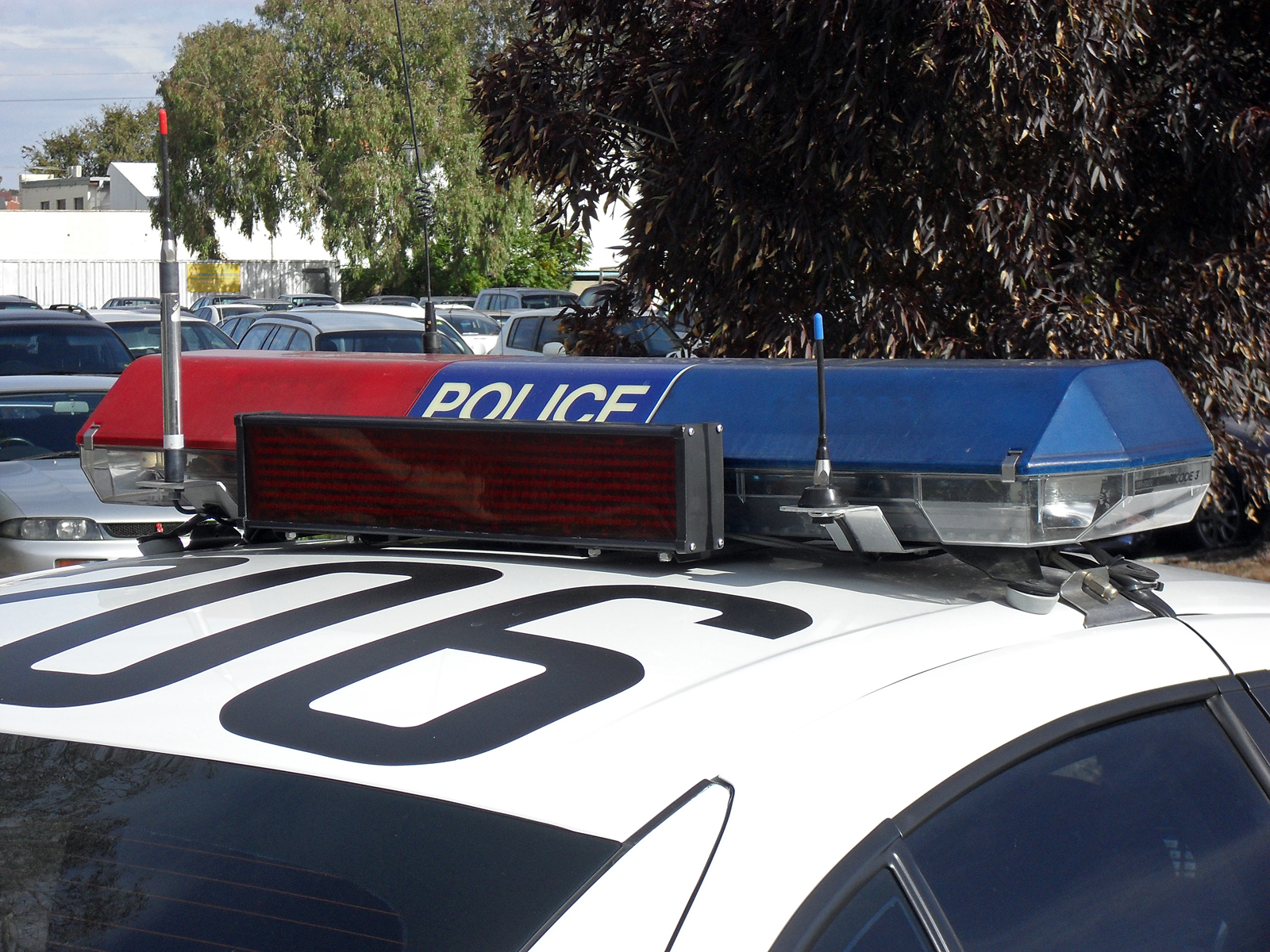
Червоно-сині проблискові маячки(балка)

Проблиско́вий маячо́к, мигáлка — один з типів спеціальних світлових попереджувальних вогнів, що встановлюється на дах автомобіля, або над ним. Слугують для попередження учасників дорожнього руху, встановлення пріоритетності руху та надають інші привілеї, або попереджають учасників дорожнього руху.
Призначення кольорів проблискових маячків в Україні (ДСТУ 3849:2018):
- Синій — встановлюється на оперативних транспортних засобах МНС пожежної охорони, МВС, аварійної служби газу, гірничорятувальної служби, каретах швидкої медичної допомоги, ДСО, прокуратури, СБУ, Управління державної охорони та на транспортних засобах осіб, стосовно яких здійснюється державна охорона. Також встановлюється на спеціалізованих транспортних засобах для перевезення грошових та матеріальних цінностей, служб безпеки руху та військової автомобільної інспекції.
- Червоний — встановлюється як додатковий до синього
- Жовтогарячий (помаранчевий) — встановлюється на транспортних засобах, що обслуговують проїжджу частину, перевозять небезпечні або негабаритні грузи.
- Зелений — якщо під час супроводження колони транспортних засобів (ТЗ) на ТЗ, що рухається попереду, увімкнені проблискові маячки синього та червоного (або тільки червоного кольору), колону має замикати ТЗ з увімкненим зеленим (або синім і зеленим) проблисковими маячками, після проїзду якого відміняються обмеження на рух інших транспортних засобів.

## Проблискові маячки і правила дорожнього руху
Використання проблискових маячків під час руху регламентується розділом 3 правил дорожнього руху "Рух транспортних засобів із спеціальними сигналами". Відповідно до нього, водії оперативних транспортних засобів, виконуючи невідкладне службове завдання, можуть відступати від вимог наступних розділів (п. 3.1):
- 8. Регулювання дорожнього руху (крім сигналів регулювальника).
- 10. Початок руху та зміна його напрямку.
- 11. Розташування транспортних засобів на дорозі.
- 12. Швидкість руху.
- 13. Дистанція, інтервал, зустрічний роз'їзд.
- 14. Обгін.
- 15. Зупинка і стоянка.
- 16. Проїзд перехресть.
- 17. Переваги маршрутних транспортних засобів.
- 18. Проїзд пішохідних переходів і зупинок транспортних засобів.
- 26. Рух у житловій та пішохідній зоні.
- 27. Рух по автомагістралях і дорогах для автомобілів.
- Пункт 28.1 розділу 28. Рух по гірських дорогах і на крутих спусках.

Відступати від цих вимог дозволяється за умови увімкнення проблискового маячка синього або червоного кольору і спеціального звукового сигналу та забезпечення безпеки дорожнього руху. За відсутності необхідності додаткового привертання уваги учасників дорожнього руху спеціальний звуковий сигнал може бути вимкнений.
У разі наближення транспортного засобу з увімкненим синім проблисковим маячком та (або) спеціальним звуковим сигналом водії інших транспортних засобів, які можуть створювати йому перешкоду для руху, зобов’язані дати йому дорогу і забезпечити безперешкодний проїзд зазначеного транспортного засобу (і супроводжуваних ним транспортних засобів).
Якщо на такому транспортному засобі увімкнено проблискові маячки синього і червоного або лише червоного кольору, водії інших транспортних засобів зобов’язані зупинитися біля правого краю проїзної частини (на правому узбіччі). На дорозі з розділювальною смугою цю вимогу зобов’язані виконати водії транспортних засобів, що рухаються в попутному напрямку.
Забороняється здійснювати обгін і випередження транспортних засобів з увімкненими проблисковими маячками синього і червоного або лише червоного кольору та зеленого або синього і зеленого кольору і супроводжуваних ними транспортних засобів (колони), а також рухатися по суміжних смугах із швидкістю колони або займати місце в колоні.
Наближаючись до нерухомого транспортного засобу з увімкненим проблисковим маячком синього кольору та спеціальним звуковим сигналом (або без увімкненого спеціального звукового сигналу), що стоїть на узбіччі (біля проїзної частини) або на проїзній частині, водій повинен знизити швидкість до 40 км/год та в разі подання регулювальником відповідного сигналу зупинитися. Продовжувати рух можна лише з дозволу регулювальника.
Виходячи з вищенаведених тверджень, синій проблисковий маячок є менш пріоритетним і вимогливим: при русі він вимагає лише дати дорогу і забезпечити безперешкодний проїзд, тоді як червоний незалежно від того, чи створює водій перешкоду чи ні, вимагає зупинитися (повністю припинити рух) біля правого краю проізної частини або на правому узбіччі.
Оранжевий проблисковий маячок не дає переваг у русі, а вмикається для привертання уваги інших учасників руху на певних видах транспортних засобів. Проте дозволяє водіям дорожньо-експлуатаційної служби під час виконання робіт на дорозі відступати від вимог дорожніх знаків (крім знаків пріоритету та заборонних знаків "В'їзд заборонено", "Поворот ліворуч заборонено", "Поворот праворуч заборонено", дорожньої розмітки, пунктів 11.2, 11.5, 11.6, 11.7, 11.8, 11.9, 11.10, 11.12, 11.13, підпунктів «б», «в», «ґ» пункту 26.2 Правил дорожнього руху.

## Проблискові маячки на інших видах транспорту
- Авіація — маячки застосовується для позначення (в тому числі габаритного) повітряного судна. На літаках встановлюється у верхній точці кіля (або фюзеляжу), на закінцівках крила (лівий — червоний, правий — зелений) і нижній частині фюзеляжу, а на вертольотах — знизу.
- Автогонки — жовті маячки використовуються для привертання уваги до обслуговуючих машин: медичних, евакуаторів, сейфті-карів та інших.
- Аеродромні машини — маячки застосовуються для підвищення помітності машин (паливозаправників, «Follow me», аеродромних автобусів та інших) на льотному полі.
- Річкові судна і морські судна — проблисковий маячок жовтогарячого кольору встановлюється на швидкісні судна, що рухаються в неводотоннажному режимі (на підводних крилах або повітряній подушці).
- Сільськогосподарські комбайни — проблискові маячки жовтого (жовтогарячого) кольору включаються для інформування водіїв вантажних автомобілів, зайнятих відвозом сільгосппродукції про те, що у комбайна заповнений бункер і він потребує вивантаження зібраної сільгосппродукції в транспортний автомобіль.
- Велосипеди — проблисковий світлодіодний маячок червоного кольору (зазвичай) встановлюється на багажник (якщо є) велосипеда або під сидінням на опорі.
- Залізничний ремонтний транспорт — маячки встановлюються попереду і ззаду локомотива на спеціальних підставках, що в свою чергу, повинні забезпечити видимість маячка на понад 180 градусів.

Здебільшого на поїзді вони використовуються, щоб попередити людей, які проходять через залізничний перехід, або пасажирів, які очікують свій поїзд на пероні.
- Аеродромні смуги — забезпечують координацію точного напрямку для зльоту/приземлення.
- Навігаційні берегові маяки
- Навігаційні вогні бакенів:
  - у латеральній системі навігації (річкової):
    - червоний — на знаках червоного кольору (правого чи лівого берега залежно від регіону),
    - зелений — на знаках зеленого кольору (правого чи лівого берега залежно від регіону),
    - зелений/червоний з режимом блимання 2+1 — на знаках відгалуження другорядного ходу.

  - у кардинальній системі навігації (озерної і морської):
    - білі з певними порядками імпульсів.
- Снігоприбиральна техніка
- Прибиральна або вантажна техніка всередині складів/приміщень/ангарів